# Alca torda
La gazza marina (Alca torda, Linnaeus 1758) è un uccello marino della famiglia degli alcidi.

## Descrizione

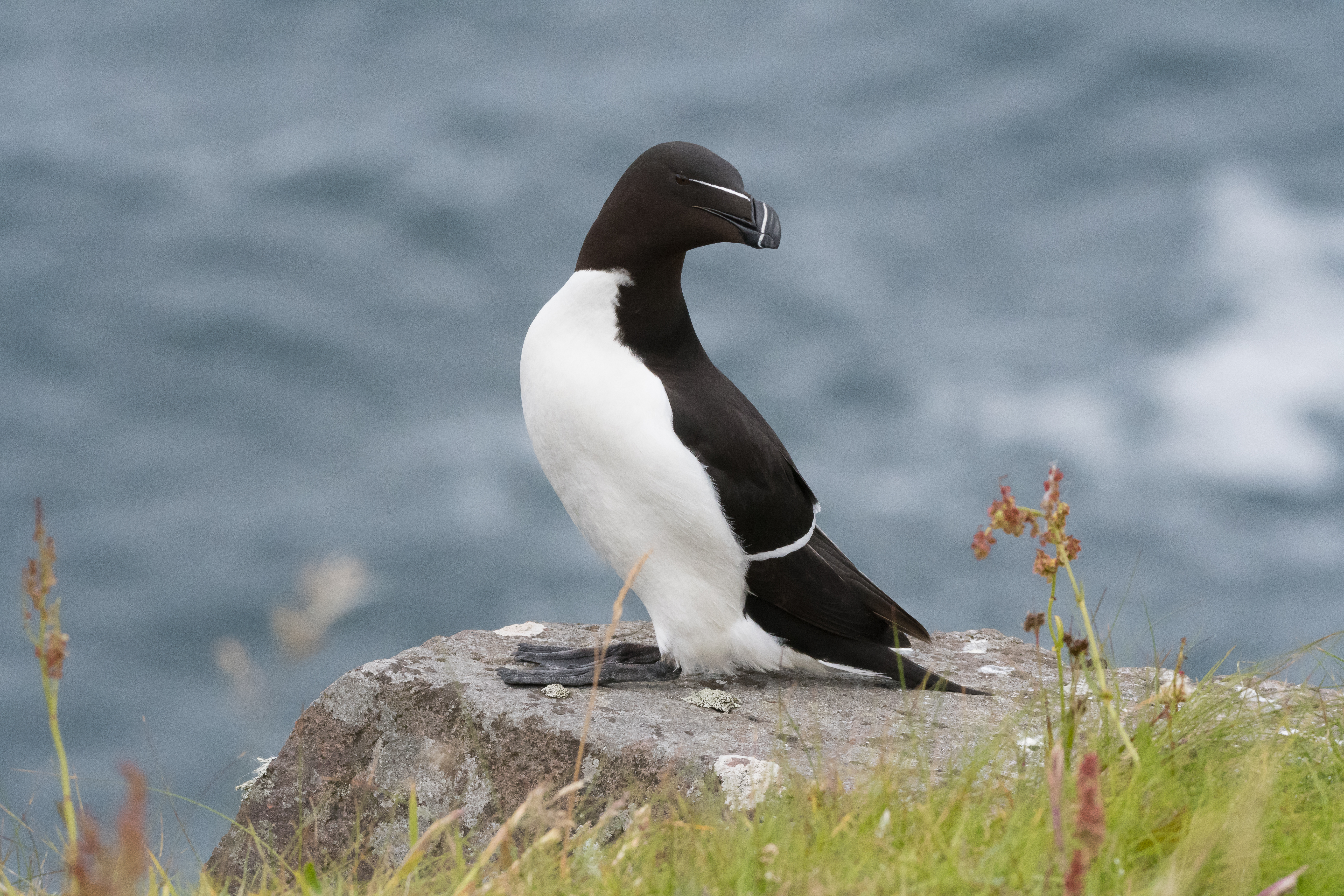

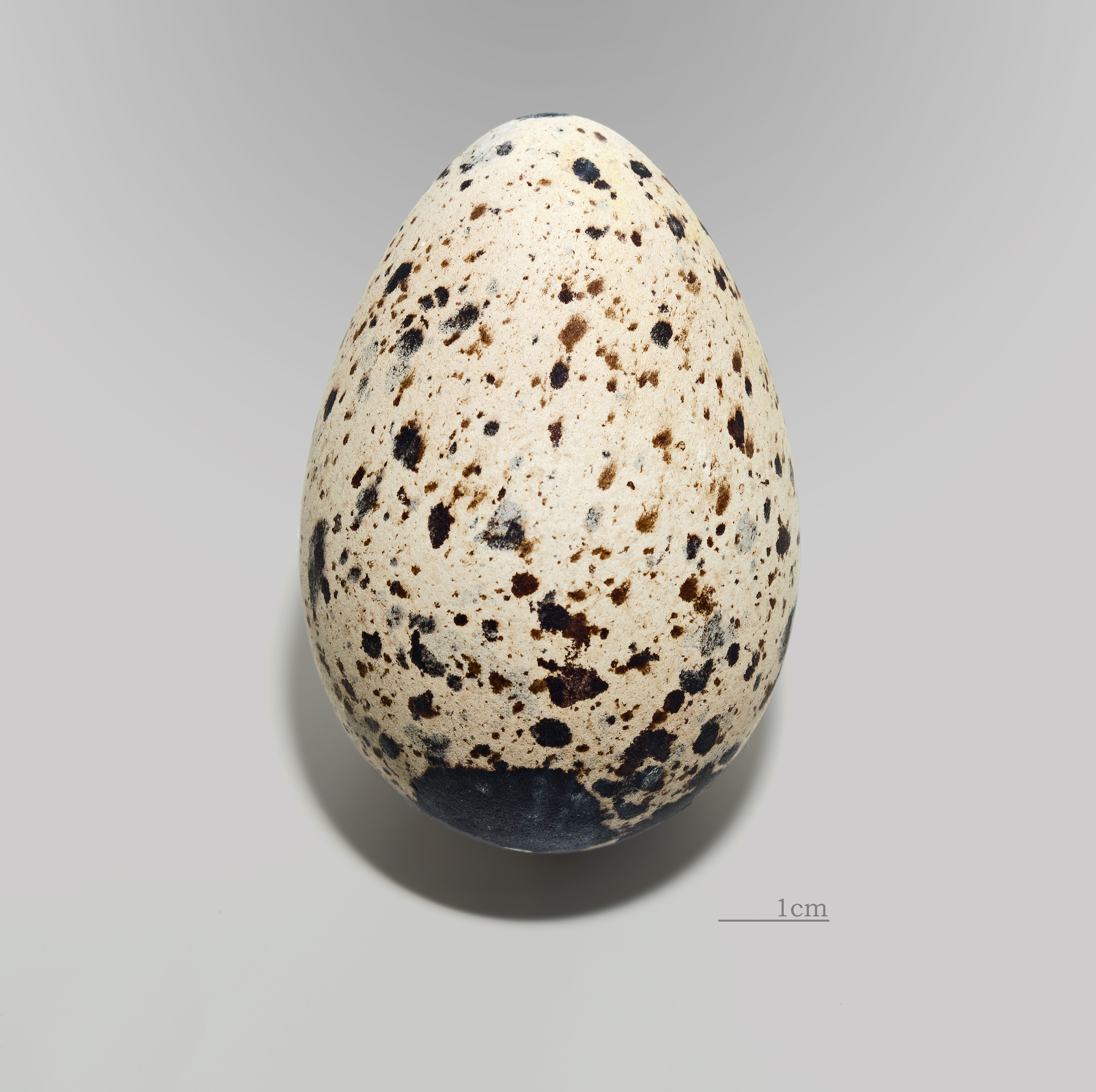
Uovo di Alca torda.

Lunga circa 40 cm, la gazza marina è un tipico uccello marino frequente lungo le coste dell'Atlantico settentrionale. Un po' più piccola dell'uria, ha però un collo relativamente più spesso ed una coda più lunga. In inverno è nera nella parte superiore e bianca nella parte inferiore, mentre diventa più chiara d'estate.
Le gazze nuotano e possono tuffarsi fino alla profondità di 120 m, riuscendo a catturare 2 o 3 pesci alla volta che possono riportare al piccolo.
Torna sulla terraferma solo per la riproduzione, nonostante viva comunque lungo la piattaforma continentale perché più pescosa. Il maschio e il giovane cominciano la migrazione insieme ed entrambi sono incapaci di volare per qualche settimana, tra agosto e settembre, a causa del cambiamento del piumaggio. Gli adulti tornano ogni anno nel sito della colonia per l'accoppiamento, mentre i giovani si spingono più lontano, a volte fino al Mediterraneo e non tornano alle loro colonie fino al secondo-terzo anno di vita.
Nidifica sulla nuda roccia, posando appena qualche sassolino accanto ad un unico uovo di forma allungata che entrambi i genitori covano 36 giorni. Per la piccola gazza marina uscire dall'uovo è un'impresa che richiede dai due ai tre giorni ma sarà già in grado di nuotare a soli 20 giorni di vita.

## Problematiche legate all'alimentazione[3]
Diversi studi effettuati nel corso della stagione invernale 2022-2023 su delle gazze marine ritrovate morte sui litorali italiani, ha portato ad una conclusione molto preoccupante: circa il 66% dei corpi contenevano frammenti di plastica divisa in fibre e microplastiche varie. Queste analisi dimostrano un quadro non molto incoraggiante sull'inquinamento da plastica nel Mar Tirreno, danneggiando attivamente la dieta di questo uccello la cui dieta si basa quasi esclusivamente su pesce pelagico. Nello specifico i dati dimostrano la presenza di plastica soprattutto nello stomaco, nel fegato e nel muscolo pettorale, con il ritrovamento di frammenti di dimensione eterogenea fra i millimetri ed i micrometri, ed anche la natura di questi frammenti era varia, si passa dal polietilene al polipropilene, entrambi adoperati per la produzione di imballaggi plastici alimentari. Differenti studi effettuati nello stesso periodo, ma con analisi di dati raccolti fra il Regno Unito e Norvegia segnalano una quasi assenza di rimanenze plastiche in mare, a differenza di quanto accade invece nel Mediterraneo, che in quanto semichiuso diventa una zona ad alta concentrazione di microplastiche, tanto che risultano anche fino a quattro volte più presenti, rispetto ad esempio di alcune zone dell'Oceano Pacifico. Nello specifico l'aumento preoccupante di microplastiche in mare ha portato allo sviluppo di nuove patologie a cui sono soggetti numerosi uccelli marini, una di queste prende nome di plasticosi, un tipo di fibrosi che si sviluppa dopo aver ingerito residui plastici che si traduce nella formazione di danni di vario tipo, come cicatrici e ispessimenti tissutali. Le micro e nanoplastiche causano degli impatti negativi negli organismi marini e anche nell’uomo, collegati principalmente a condizioni di disturbo dell’omeostasi cellulare e a stress ossidativo provocando così fenomeni a cascata che possono determinare disturbi riproduttivi, immunologici e comportamentali. Un ulteriore aspetto, ma comunque non meno preoccupante riguarda come l’ingestione di plastica da parte degli uccelli spesso non è casuale ma intenzionale: i detriti plastici, colonizzati alghe ed altri microrganismi, hanno infatti caratteristiche olfattive simili a quelle di un pesce morto.

## Irruzione nel Mediterraneo del 2022

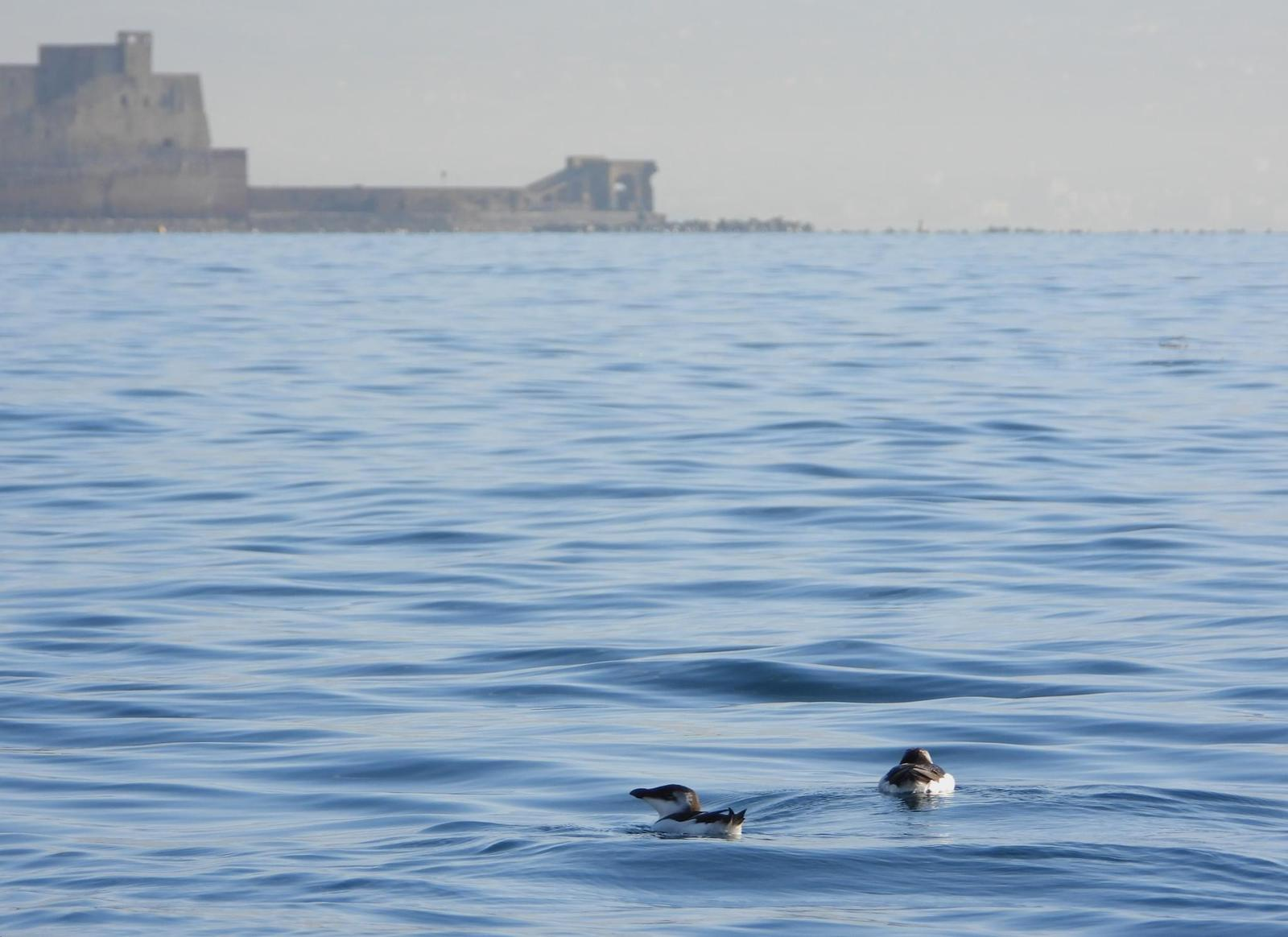
Gazza Marina - Golfo di Napoli (sullo sfondo Castel dell'Ovo) - Foto di Rosario Balestrieri

Un'irruzione massiccia e senza precedenti di centinaia di gazze marine è avvenuta nel Mediterraneo centrale nel novembre-dicembre 2022 specificatamente in Italia e nei paesi limitrofi. Sono noti, tramite data mining sui social network e l'utilizzo di piattaforme online di citizen science, anche spostamenti a latitudini più meridionali, con individui che si ridistribuiscono a sud fino alle Isole Canarie ed entrano nel Mediterraneo occidentale, con individui spesso osservati durante i mesi invernali lungo le coste spagnole e francesi. Il contributo dai social ha permesso di acquisire la maggioranza dei dati utili a descrivere il fenomeno (complessivamente il 35,2% dei dati), in particolare da Facebook, e dai fotografi naturalisti che hanno condiviso foto di questi uccelli da tutte le regioni della costa tirrenica . Negli ecosistemi marini, le specie devono far fronte a condizioni alimentari spesso mutevoli (ad esempio, la distribuzione e l'abbondanza delle risorse trofiche) e a caratteristiche meteorologiche inaspettate (ad esempio, forti tempeste di vento, precipitazioni irregolari, correnti d'aria e d'acqua), con conseguenti spostamenti in gran parte opportunistici in risposta diretta alle condizioni prevalenti. I cambiamenti nell'offerta di cibo determinati dalle condizioni meteorologiche possono limitare fortemente le popolazioni animali e influenzare la loro idoneità e sopravvivenza. Dai dati osservati a livello meteorologico è possibile che l'irruzione osservata nel 2022 sia stata innescata da tempeste atlantiche che hanno ridistribuito i contingenti in mare, spingendo un numero insolito di centinaia/migliaia di individui fuori rotta e notevolmente più a sud e a est, tale aspetto si unisce anche al sempre maggiore impoverimento dei Mari del Nord, i quali segnalano una temperatura in costante aumento e con un livello di inquinamento sempre più alto, dovuto soprattutto all'industria ittica . Secondo le mappe e le previsioni meteorologiche disponibili per la regione dell'Atlantico settentrionale, alla fine di ottobre e nella prima settimana di novembre 2022, al largo delle isole britanniche si è verificata un'eccezionale concatenazione di una serie di profondi vortici di bassa pressione, che hanno provocato forti venti che si sono spostati dall'Atlantico verso le coste atlantiche francesi. È possibile, a causa delle dure condizioni meteorologiche sperimentate nell'Atlantico settentrionale, che la maggior parte delle gazze marine abbia raggiunto il Mediterraneo già in cattive condizioni, anche se allo stesso tempo, si potrebbe anche ipotizzare che, una volta arrivati nel Mediterraneo, le gazze abbiano probabilmente affrontato condizioni ambientali nuove e non ottimali che avrebbero potuto peggiorare ulteriormente le loro condizioni, e questa caratteristica viene confermata dai peso rilevato da alcuni uccelli deceduti rilevati durante questa irruzione. Nei filmati raccolti per questo studio e caricati sui social media si vedono gazze marine avventurarsi all’interno dei porti e, in alcuni casi, elemosinare il cibo dalle mani di pescatori e curiosi. Un comportamento anomalo che potrebbe rivelare la difficoltà di trovare cibo sufficiente nel Mar Mediterraneo. Le osservazioni effettuate tramite i social network sono state integrate con i risultati di laboratorio e confermata dall’esame del contenuto dello stomaco delle gazze trovate morte e spiaggiate.